# Robăneștii de Jos
Robăneștii de Jos – wieś w Rumunii, w okręgu Dolj, w gminie Robănești. W 2011 roku liczyła 334 mieszkańców.